# Margarita Żukowa
Margarita Igoriewna Żukowa (ros. Маргарита Игоревна Жукова, ur. 18 maja 1983 w Kałudze) – rosyjska szablistka, złota medalistka mistrzostw świata.
W 2000 roku zdobyła indywidualnie złoty medal na mistrzostwach świata kadetów w South Bend. Na rozgrywanych rok później mistrzostwach świata juniorów w Gdańsku zdobyła srebro drużynowo. 
Podczas mistrzostw świata w Lizbonie w 2002 roku Rosjanki w składzie: Jelena Nieczajewa, Margarita Żukowa, Irina Bażenowa i Natalja Makiejewa zdobyły złoty medal w zawodach drużynowych. W rywalizacji indywidualnej zajęła tam siódme miejsce.
Nigdy nie wzięła udziału w igrzyskach olimpijskich.